# Calliostoma leanum
Calliostoma leanum är en snäckart som först beskrevs av C. B. Adams 1852.  Calliostoma leanum ingår i släktet Calliostoma och familjen Calliostomatidae. Inga underarter finns listade i Catalogue of Life.

## Bildgalleri

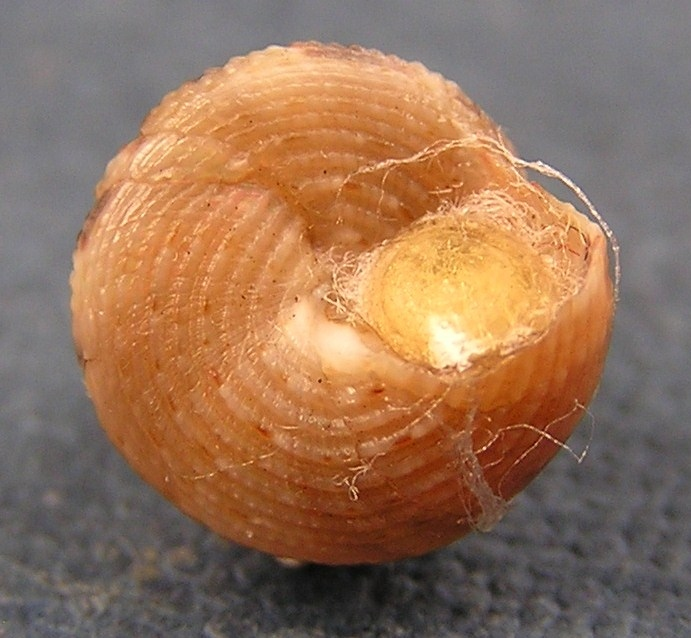
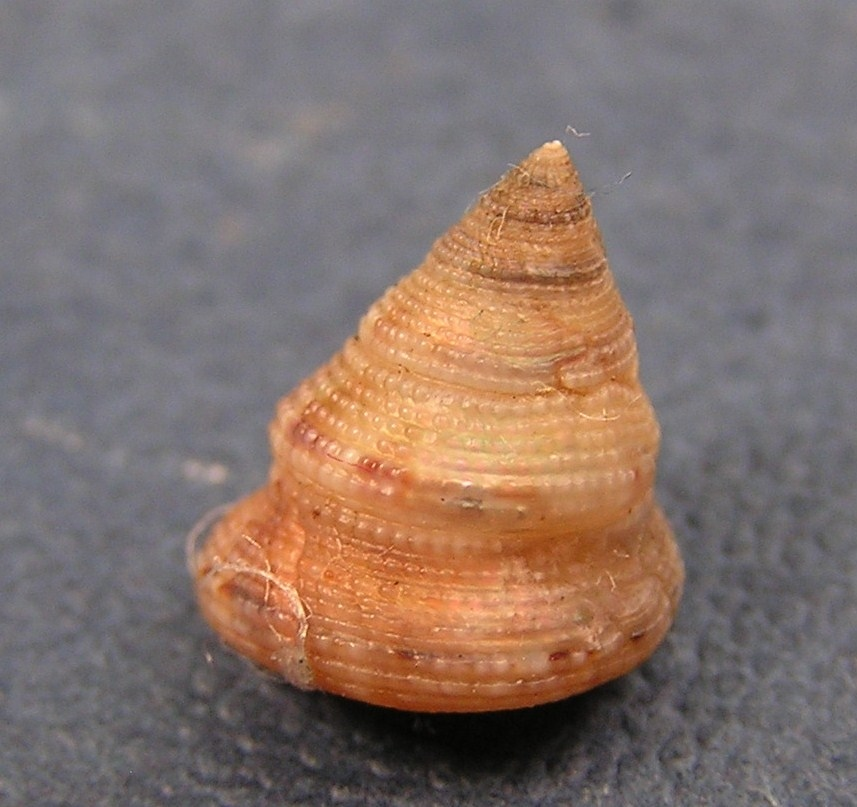